# Музеї Нью-Йорка
Музеї Нью-Йорка
У списку наведено основні музеї міста Нью-Йорк, згруповані за тематикою:

## Художні музеї
- Бруклінський музей (Brooklyn Museum)
- Іспанське товариство Америки[en] (The Hispanic Society of America)
- Колекція Фріка (The Frick Collection)
- Міжнародний центр фотографії[en] (International Center of Photography)
- Метрополітен-музей (Metropolitan Museum of Art)
- Морганівська бібліотека і музей (The Morgan Library and Museum)
- Музей Клойстерс[en] (The Cloisters) — колекція середньовічного мистецтва
- Музей Миколи Реріха[en] (Nicholas Roerich Museum)
- Музей американського мистецтва Вітні (Whitney Museum of American Art)
- Музей Барріо[en] (El Museo del Barrio)
- Музей мистецтва та дизайну[en] (Museum of Arts and Design)
- Музей Соломона Гуггенхайма (Solomon R. Guggenheim Museum)
- Музей-сад Ісаму Ногучі[en] (The Noguchi Museum)
- Національний музей африканського мистецтва[en] (National Museum of African Art)
- Національний музей дизайну Купер—Г'юїт (Cooper-Hewitt, National Museum of Design)
- Нова галерея (Neue Galerie New York)
- Нью-Йоркський музей сучасного мистецтва (Museum of Modern Art, MoMA)
- Художній музей Квінса[en] (Queens Museum of Art)
- Художній музей Рубіна
- Центр сучасного мистецтва P. S. 1[en] (P. S. 1 Contemporary Art Center)
- Новий музей сучасного мистецтва (New Museum of Contemporary Art)
- Міжнародний центр фотографії (International Center of Photography)

## Історичні музеї
- Музей в Стейтен-Айленді (Staten Island Museum) — найстаріший музей Нью-Йорка
- Єврейський музей Нью-Йорка (The Jewish Museum)
- Квартирний музей Нижнього Іст-Сайда[en] (Lower East Side Tenement Museum)
- Музей порту (Нью-Йорк)[en] (South Street Seaport Museum)
- Музей археології Нью-Йорка (New York Unearthed)
- Музей єврейської спадщини[en] (The Museum of Jewish Heritage)
- Музей імміграції на острові Елліс (Ellis Island Museum of Immigration)
- Музей китайців в Америці[en] (Museum of Chinese in the America)
- Музей Нью-Йорка[en] (Museum of the City of New York)
- Музей поліції Нью-Йорка (New York City Police Museum)
- Музей сексу (Museum of Sex)
- Музей старого Річмонда[en] (Historic Richmond Town)
- Національний музей американських індіанців (National Museum of the American Indian, NMAI)
- Нью-Йоркське історичне товариство[en] (New York Historical Society)
- Центр Джорджа Густава Хея
- Український Музей

## Природничо-наукові та технічні музеї
- Американський музей природної історії (American Museum of Natural History)
- Музей рухомого зображення (Museum of the Moving Image)
- Транспортний музей Нью-Йорка (New York Transit Museum)
- Музей телебачення та радіо[en] (The Museum of Television and Radio, Paley Center for Media)
- Музей хмарочосів[en] (The Skyscraper Museum)
- Планетарій Гейдена (Hayden Planetarium)

## Музеї книги
- Бібліотека рідкісної книги та рукопису Колумбійського університету (Columbia University's Rare Book & Manuscript Library)
- Морганівська бібліотека і музей (The Morgan Library and Museum)
- Клуб Грольє (Grolier Club)
- Центр малюнка (Drawing Center)
- Музей американської ілюстрації при Товаристві ілюстрації (Museum of American Illustration)
- Виставки Нью-Йоркської публічної бібліотеки (New York Public Library)

## Дитячі музеї
- Бруклінський дитячий музей (Brooklyn Children's Museum)
- Дитячий музей мистецтв (Children's Museum of the Arts)
- Дитячий музей Мангеттена (Children's Museum of Manhattan)
- Єврейський дитячий музей (Jewish Children's Museum)
- Дитячий музей в Стейтен-Айленді (Jewish Children's Museum)

## Меморіальні музеї
- Будинок Луї Армстронга (Louis Armstrong House Museum)
- Будинок Едгара Аллана По (Edgar Allan Poe Cottage)
- Будинок Еліс Остен (Alice Austen House) — музей фотографа
- Таверна Фронса[en] (Fraunces Tavern)
- Садиба Дайкмана[en] (Dyckman Farm House)
- Садиба Леффертса[en] (Lefferts Historic House)
- Національний меморіал і музей 11 вересня (National September 11 Memorial & Museum)

## Інші музеї
- Музей американських фінансів (Museum of American Finance)
- Музей воскових фігур мадам Тюссо (Madame Tussauds)
- Музей Інституту моди (The Museum at FIT)

## Ботанічні сади і зоопарки
- Бруклінський ботанічний сад (Brooklyn Botanic Garden)
- Зоопарк Бронкса (The Bronx Zoo)
- Зоопарк Квінза (Queens Zoo)
- Зоопарк Центрального парку (Central Park Zoo)
- Нью-Йоркський ботанічний сад (The New York Botanical Garden)